# Небесное светило
Небе́сное свети́ло — астрономический объект, излучающий собственный свет или отражённый; синоним понятия «небесное тело». В сферической астрономии под небесным светилом могут понимать также проекцию астрономического объекта на небесную сферу.
К небесным светилам относят Солнце и другие звёзды, Луну, планеты, и их спутники, а также астероиды, кометы и другие тела.
В художественной литературе указанные выше названия небесных светил нашли своё применение при описании других планет. Так, «солнцами» называют видимые проекции звёзд на небесах вращающихся вокруг этих звёзд планет, «лунами» — небесные проекции естественных спутников планет и т. д.

Пять лун мерцали, сверкали, отражаясь от поверхности моря; возможно, Сегуйло барахтается где-то поблизости.— Джек Вэнс, «Когда восходят пять лун»

Как обычно на Радуге, солнце взошло на совершенно чистое небо — маленькое белое солнце, окружённое тройным галосом.— Стругацкие, «Далёкая Радуга»